# Saint-Mesmin (Dordogne)
Saint-Mesmin – miejscowość i gmina we Francji, w regionie Nowa Akwitania, w departamencie Dordogne.
Według danych na rok 1990 gminę zamieszkiwały 324 osoby, a gęstość zaludnienia wynosiła 11 osób/km² (wśród 2290 gmin Akwitanii Saint-Mesmin plasuje się na 857. miejscu pod względem liczby ludności, natomiast pod względem powierzchni na miejscu 287.).